# Thunderbird (tren)
El Thunderbird (サンダーバード), es un servicio de tren operado en Japón desde 1995 por la West Japan Railway Company (JR West), sirviendo al Tsuruga desde varias estaciones del Keihanshin. Los servicios son aproximadamente de media hora por las mañanas y tardes, y de una hora al mediodía. 

## Servicio
El Thunderbird se detiene en las siguientes estaciones:
- Osaka
- Shin-Osaka
- Takatsuki*
- Kioto
- Katata*
- Ōmi-Imazu*
- Tsuruga

(*) No hay servicio de todos los trenes